# Efeitos das mudanças climáticas nos oceanos

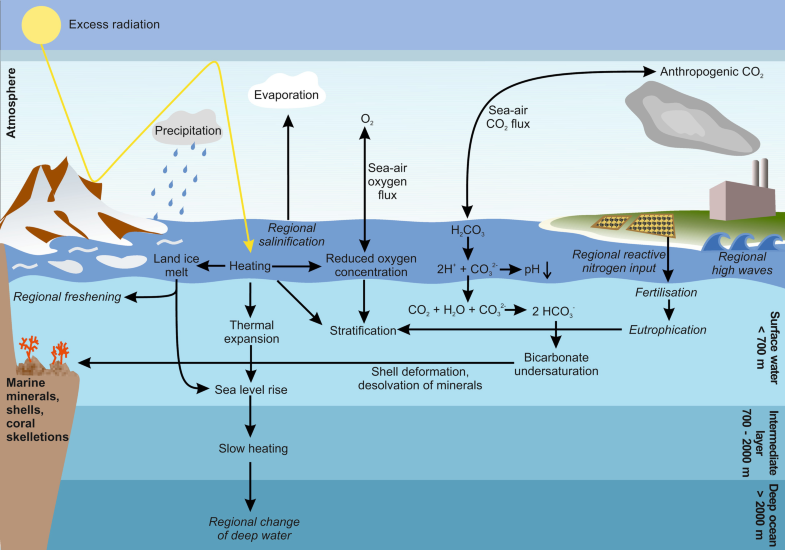
Visão geral das mudanças climáticas e seus efeitos no oceano. Os efeitos regionais são exibidos em itálico

Há muitos efeitos das mudanças climáticas nos oceanos. Um dos mais importantes é o aumento de suas temperaturas.  Ondas de calor marinhas mais frequentes têm relação com isso. O aumento da temperatura contribui para a elevação do nível do mar devido à expansão da água à medida que ela se aquece e ao derretimento das camadas de gelo na terra. Outros efeitos sobre os oceanos incluem o  declínio do gelo marinho, a redução dos valores de pH e dos níveis de oxigênio, bem como o aumento da estratificação oceânica [en]. Tudo isso pode levar a mudanças nas correntes oceânicas, como, por exemplo, o enfraquecimento da circulação meridional de capotamento do Atlântico (AMOC). A principal causa destas mudanças são as emissões de gases de efeito estufa provenientes de atividades humanas, principalmente a queima de combustíveis fósseis e o desmatamento. O dióxido de carbono e o metano são exemplos de gases de efeito estufa. O efeito estufa adicional leva ao aquecimento dos oceanos porque eles absorvem a maioria do calor adicional no sistema climático. Os oceanos também absorvem parte do dióxido de carbono extra presente na atmosfera. Isso faz com que o valor do pH da água do mar caia. Os cientistas estimam que o oceano absorve cerca de 25% de todas as emissões de CO2 causadas pelo ser humano.
As várias camadas dos oceanos possuem temperaturas diferentes. Por exemplo, a água é mais fria no fundo do oceano. Essa estratificação de temperatura aumentará à medida que a superfície do oceano se aquece devido ao aumento da temperatura do ar.:471 Associado a isso, há um declínio na mistura das camadas oceânicas, de modo que a água quente se estabiliza perto da superfície. Segue-se uma redução da circulação de águas frias e profundas. A diminuição da mistura vertical dificulta a absorção de calor pelo oceano. Portanto, uma parcela maior do aquecimento futuro vai para a atmosfera e para a terra. Um dos resultados é um aumento na quantidade de energia disponível para ciclones tropicais e outras tempestades. Outro resultado é uma diminuição dos nutrientes para os peixes nas camadas superiores do oceano. Estas mudanças também reduzem a capacidade do oceano de armazenar carbono. Simultaneamente, os contrastes de salinidade estão aumentando. As áreas salgadas estão se tornando mais salgadas e as áreas mais doces, menos salgadas.
A água mais quente não consegue conter a mesma quantidade de oxigênio que a água fria. Como resultado, o oxigênio dos oceanos vai para a atmosfera. O aumento da estratificação térmica [en] pode reduzir o suprimento de oxigênio das águas superficiais para as águas mais profundas. Isto reduz ainda mais o teor de oxigênio da água. O oceano já perdeu oxigênio em toda a sua coluna de água. As zonas de mínimo de oxigênio estão aumentando de tamanho em todo o mundo.:471
Estas alterações prejudicam os ecossistemas marinhos, podendo levar à perda de biodiversidade ou a mudanças na distribuição das espécies. Isso, por sua vez, pode  afetar a pesca e o turismo costeiro. Por exemplo, o aumento da temperatura da água está prejudicando os recifes de coral tropicais. O efeito direto é o branqueamento dos corais nesses recifes, pois eles são sensíveis até mesmo a pequenas mudanças de temperatura. Portanto, um pequeno aumento na temperatura da água pode ter um impacto significativo nesses ambientes. Outro exemplo é a perda de habitats de gelo marinho devido ao aquecimento. Isso causará impactos graves sobre os ursos polares e outros animais que dependem desse ambiente. Os efeitos da mudança climática nos oceanos exercem pressões adicionais sobre os ecossistemas oceânicos, que já estão sob pressão devido a outros  impactos das atividades humanas.

## Mudanças decorrentes do aumento de gases de efeito estufa

A maioria do en retido pelo aquecimento global induzido pelo ser humano é absorvida pelos oceanos, penetrando em suas camadas mais profundas

Atualmente (2020), os níveis atmosféricos de dióxido de carbono (CO2) de mais de 410 partes por milhão (ppm) são quase 50% mais altos do que os níveis pré-industriais. Esses níveis elevados e as taxas de crescimento rápido não têm precedentes nos 55 milhões de anos do registro geológico. A fonte desse excesso de CO2 está claramente estabelecida como sendo de origem humana, refletindo uma mistura de queima de combustível fóssil, emissões industriais e de uso da terra/mudança de terra. A ideia de que o oceano serve como um grande sumidouro para o CO2 antropogênico tem sido discutida na literatura científica desde, pelo menos, o final da década de 1950. Várias evidências apontam que o oceano absorve cerca de um quarto do total das emissões antropogênicas de CO2.

Energia (calor) adicionada a várias partes do sistema climático devido ao aquecimento global (dados de 2007)

As principais descobertas mais recentes sobre as mudanças e os impactos observados a partir de 2019 incluem:
É praticamente certo que o oceano global tem se aquecido ininterruptamente desde 1970 e tem absorvido mais de 90% do excesso de calor no sistema climático [...]. Desde 1993, a taxa de aquecimento dos oceanos mais do que dobrou [...]. As ondas de calor marinhas muito provavelmente dobraram de frequência desde 1982 e estão aumentando de intensidade [...]. Ao absorver mais CO2, o oceano sofreu uma crescente acidificação da superfície [...]. Ocorreu uma perda de oxigênio da superfície até 1000 m [...].:9

As temperaturas da superfície terrestre aumentaram mais rapidamente do que as temperaturas oceânicas, à medida que o oceano absorve cerca de 92% do excesso de calor gerado pelas mudanças climáticas. Gráfico com dados da NASA mostrando como as temperaturas do ar na superfície da terra e do mar mudaram em relação a uma base pré-industrial

### Aumento da temperatura do oceano
Está claro que o oceano está se aquecendo como resultado da mudança climática, e essa taxa de aquecimento está aumentando.:9 O oceano global foi o mais quente já registrado por humanos em 2022. Isso é determinado pelo conteúdo de calor do oceano, que excedeu o máximo anterior de 2021 em 2022. O aumento constante da temperatura dos oceanos é um resultado inevitável do desequilíbrio energético da Terra, causado principalmente pelo aumento dos níveis de gases de efeito estufa. Entre a era pré-industrial e a década de 2011-2020, a superfície do oceano aqueceu entre 0,68 e 1,01 °C.:1214
A maioria do ganho de calor oceânico ocorre no Oceano Antártico. Por exemplo, entre as décadas de 1950 e 1980, a temperatura do Oceano Antártico Sul aumentou 0,17 °C, quase o dobro da taxa do oceano global.
A taxa de aquecimento varia conforme a profundidade. A parte superior do oceano (acima de 700 m) está se aquecendo mais rapidamente. Em uma profundidade oceânica de mil metros, o aquecimento ocorre a uma taxa de quase 0,4 °C por século (dados de 1981 a 2019).(Figura 5.4) Em zonas mais profundas do oceano (globalmente falando), a 2 000 metros de profundidade, o aquecimento tem sido de cerca de 0,1 °C por século.(Figura 5.4) O padrão de aquecimento é diferente para o Oceano Antártico (a 55°S), onde o maior aquecimento (0,3 °C por século) foi observado a uma profundidade de 4 500 m.(Figura 5.4)

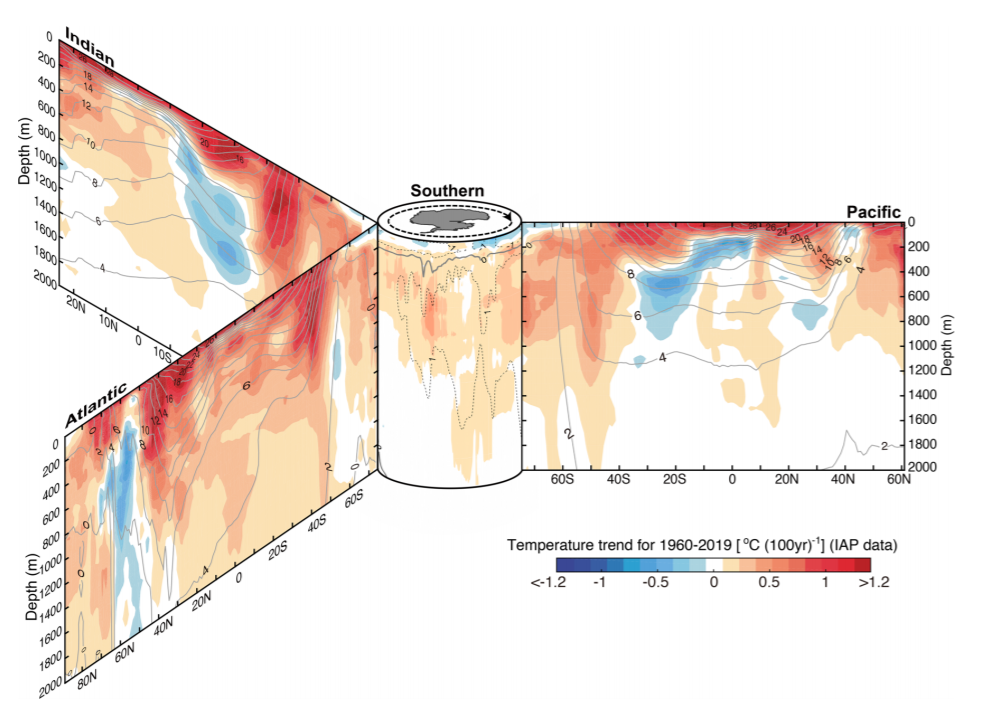
Representação das mudanças de temperatura de 1960 a 2019 em cada oceano, começando pelo Oceano Antártico ao redor da Antártica

#### Ondas de calor marítimas
As ondas de calor marinhas também afetam a vida marinha. Por exemplo, devido às consequências da onda de calor marinha do noroeste do Pacífico de 2019-2021, as populações de caranguejos-das-neves [en] do Mar de Bering diminuíram 84% entre 2018 e 2022, uma perda de 9,8 bilhões de caranguejos.
Cientistas preveem que a frequência, a duração, a escala (ou área) e a intensidade das ondas de calor marítimas continuarão a aumentar.:1227 Isso ocorre porque as temperaturas da superfície do mar continuarão a aumentar com o aquecimento global. O Sexto Relatório de Avaliação do IPCC, em 2022, resumiu as evidências de pesquisa até o momento e declarou que “as ondas de calor marítimas são mais frequentes [...], mais intensas e mais longas [...] desde a década de 1980 e, pelo menos desde 2006, muito provavelmente atribuíveis à mudança climática antropogênica”.:381 Isso confirma descobertas anteriores em um relatório do IPCC em 2019, que constatou que “as ondas de calor marítimas [...] dobraram de frequência e se tornaram mais duradouras, mais intensas e mais extensas (muito provavelmente)”.:67 A extensão do aquecimento dos oceanos depende dos cenários de emissão de gases de efeito estufa e, portanto, dos esforços humanos de mitigação das mudanças climáticas. Os cientistas preveem que as ondas de calor marinhas se tornarão “quatro vezes mais frequentes em 2081-2100 em comparação com 1995-2014” no cenário de menor emissão de gases de efeito estufa, ou oito vezes mais frequentes no cenário de maior emissão.:1214

#### Conteúdo de calor do oceano
A temperatura do oceano varia de um lugar para outro. As temperaturas são mais altas perto do equador e mais baixas nos polos. Como resultado, as mudanças no conteúdo total de calor do oceano ilustram melhor o seu aquecimento. Quando comparada a 1969-1993, a absorção de calor aumentou entre 1993 e 2017.:457
O  conteúdo de calor do oceano ou absorção de calor do oceano é a energia absorvida e armazenada pelos oceanos. Para calcular o conteúdo de calor do oceano, é necessário medir a temperatura do oceano em muitos locais e profundidades diferentes. A integração da densidade de área de uma mudança na energia entálpica em uma bacia oceânica ou em todo o oceano fornece a absorção total de calor do oceano. Entre 1971 e 2018, o aumento no conteúdo de calor do oceano foi responsável por mais de 90% do excesso de energia da Terra proveniente do aquecimento global. O principal fator desse aumento foi causado pelos seres humanos por meio de suas crescentes emissões de gases de efeito estufa.:1228 Em 2020, cerca de um terço da energia adicionada havia se propagado para profundidades abaixo de 700 metros.
Em 2023, os oceanos do mundo foram novamente os mais quentes do registro histórico e ultrapassaram o recorde máximo anterior de 2022. As cinco observações mais altas de calor oceânico a uma profundidade de 2 000 metros ocorreram no período de 2019 a 2023. O Pacífico Norte, o Atlântico Norte, o Mediterrâneo e o Oceano Antártico registraram suas maiores observações de calor em mais de sessenta anos de medições globais. O conteúdo de calor do oceano e o aumento do nível do mar são indicadores importantes das mudanças climáticas.

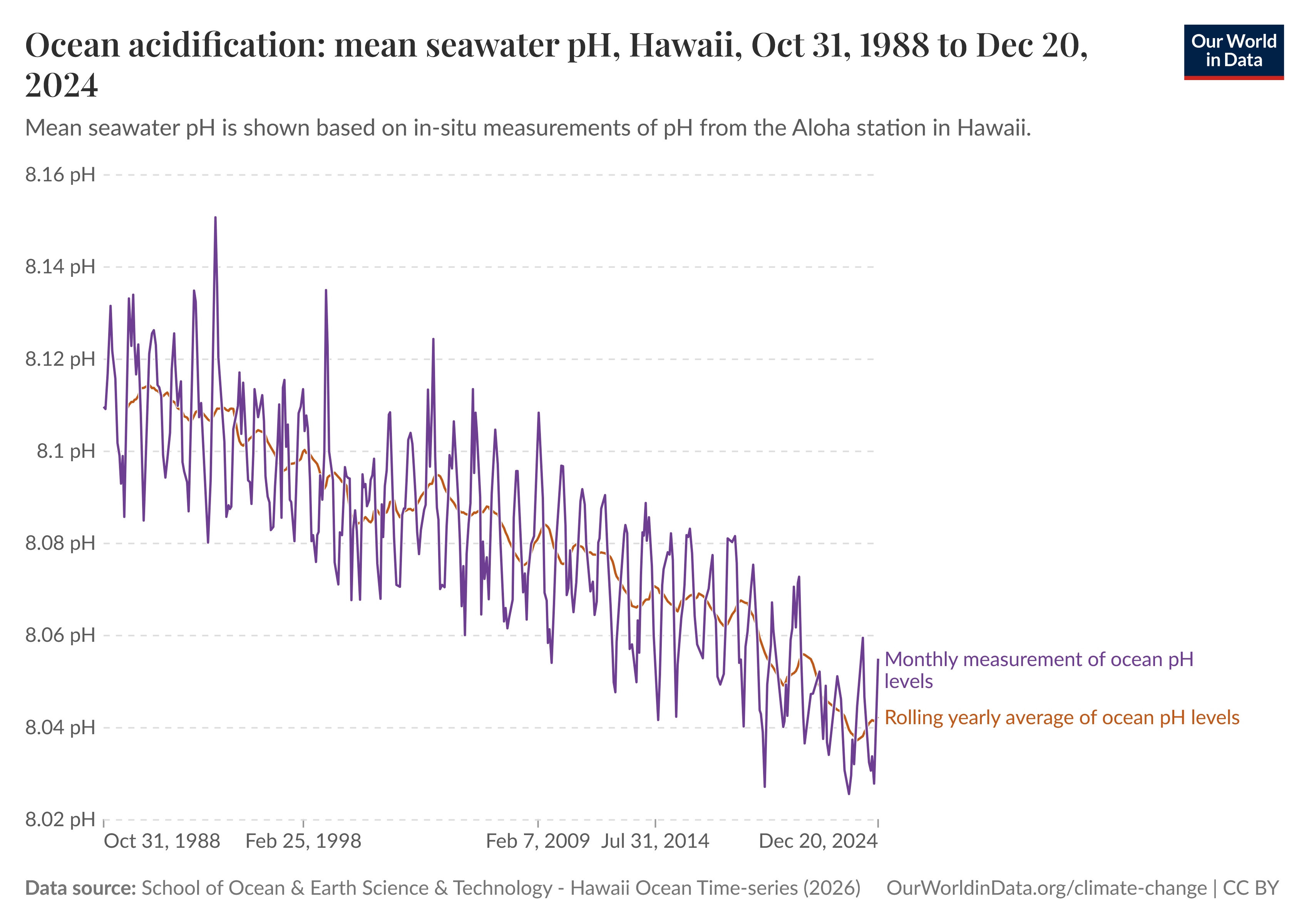
Acidificação dos oceanos: pH médio da água do mar. O pH médio da água do mar é mostrado com base em medições in-situ do pH da en

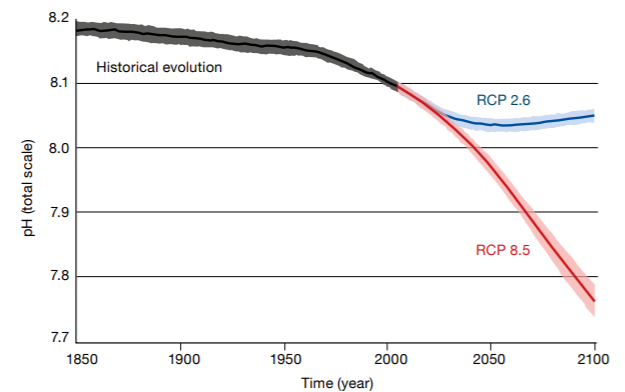
Mudança no pH desde o início da revolução industrial. O cenário en é de “baixas emissões de CO2”. O cenário RCP8.5 é de “altas emissões de CO2”

### Acidificação oceânica
A acidificação oceânica é a designação dada à diminuição do pH nos oceanos, significando aumento da acidez, causada pelo aumento do gás carbônico atmosférico (dióxido de carbono, CO2), que se dissolve na água alterando o seu equilíbrio químico. Desde o início da Revolução Industrial, quando as emissões de carbono iniciaram uma rápida escalada, o pH da superfície oceânica diminuiu cerca de 0,1 na escala logarítmica do pH. Embora essa diferença pareça pequena pelo tipo de escala utilizada, representa um aumento de cerca de 26% na concentração de íons hidrogênio H+, os responsáveis diretos pela acidificação.

### Escalas de tempo
Muitos elementos do sistema climático relacionados ao oceano respondem lentamente ao aquecimento. Por exemplo, a acidificação do oceano profundo continuará por milênios, e o mesmo se aplica ao aumento do conteúdo de calor do oceano.:43 Da mesma forma, o aumento do nível do mar continuará por séculos ou até milênios, mesmo que as emissões de gases de efeito estufa sejam reduzidas a zero, devido à resposta lenta das camadas de gelo ao aquecimento e à absorção contínua de calor pelos oceanos, que se expandem quando aquecidos.:77

## Efeitos no ambiente físico

O nível médio global do mar subiu cerca de 250 milímetros desde 1880, aumentando a elevação sobre a qual ocorrem outros tipos de inundação (inundação de maré alta, tempestade)

### Elevação do nível do mar
Muitas cidades litorâneas sofrerão inundações costeiras [en] nas próximas décadas e nos anos seguintes. A subsidência local, que pode ser natural, mas pode ser aumentada pela atividade humana, consegue exacerbar as inundações costeiras. As inundações costeiras ameaçarão centenas de milhões de pessoas até 2050, principalmente no Sudeste Asiático.

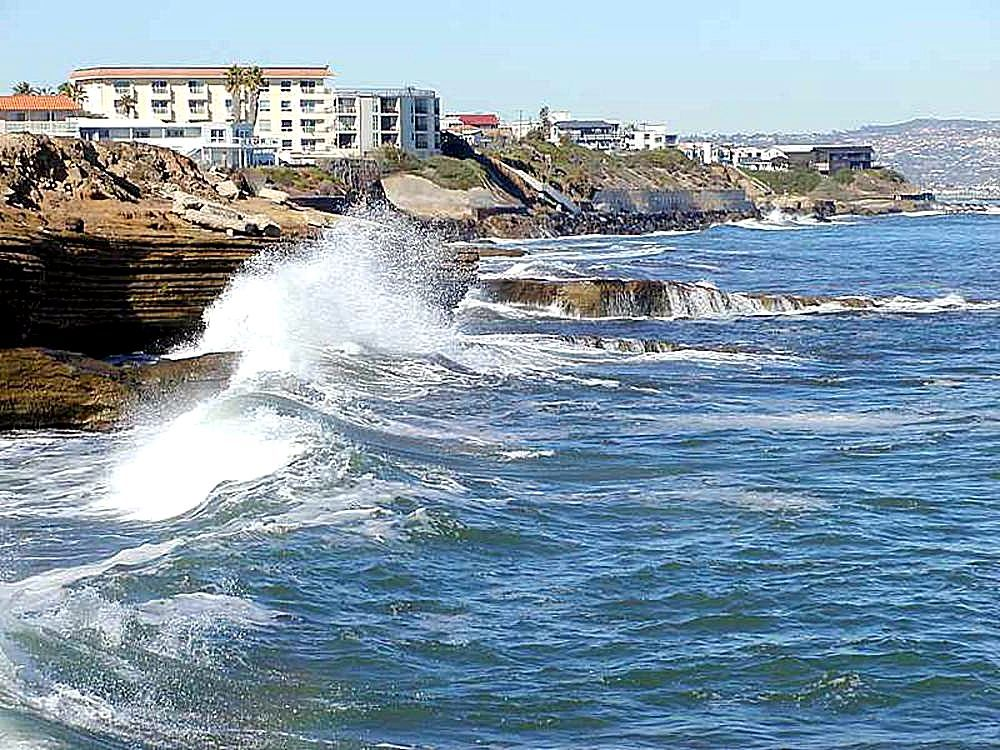
Ondas na costa do oceano

### Mudanças nas correntes oceânicas
As correntes oceânicas são causadas por variações de temperatura provocadas pela luz solar e pelas temperaturas do ar em várias latitudes, bem como pelos ventos predominantes e pelas diferentes densidades de água salgada e doce. O ar quente sobe próximo ao equador. Posteriormente, à medida que se move em direção aos polos, ele esfria novamente. O ar frio afunda perto dos polos, mas se aquece e sobe novamente à medida que se move em direção ao equador. Isso produz as células de Hadley, que são padrões de vento em grande escala, com efeitos semelhantes que impulsionam uma célula de latitude média em cada hemisfério. Os padrões de vento associados a essas células de circulação geram correntes superficiais que empurram a água da superfície para latitudes mais altas, onde o ar é mais frio. Isso resfria a água, fazendo com que ela se torne muito densa em comparação com as águas de latitudes mais baixas, fazendo com que afunde no leito oceânico, formando a Água Profunda do Atlântico Norte [en] no norte e a  Água de Fundo Antártica no sul.
Impulsionadas por esse afundamento e pela ressurgência que ocorre em latitudes mais baixas, bem como pela força motriz dos ventos na água da superfície, as correntes oceânicas agem para fazer a água circular por todo o mar. Quando o aquecimento global é levado em consideração, ocorrem mudanças, principalmente em áreas onde se formam águas profundas. À medida que os oceanos se aquecem e as geleiras e calotas polares derretem, mais e mais água doce é liberada nas regiões de alta latitude onde se formam as águas profundas, diminuindo a densidade da água superficial. Como resultado, a água afunda mais lentamente do que o normal.
A Circulação Meridional de Capotamento do Atlântico (AMOC) pode ter se enfraquecido desde a era pré-industrial, de acordo com observações modernas e reconstruções paleoclimáticas (a AMOC faz parte de uma circulação termoalina global), mas há muita incerteza nos dados.:1237 As projeções de mudanças climáticas avaliadas em 2021 indicam que é muito provável que a AMOC se enfraqueça ao longo do século XXI.:1214 Um enfraquecimento dessa magnitude poderia ter um impacto significativo no clima global, sendo o Atlântico Norte particularmente vulnerável.:19
Qualquer alteração nas correntes oceânicas afeta a capacidade do oceano de absorver dióxido de carbono (afetada pela temperatura da água), bem como a produtividade do oceano, pois as correntes transportam nutrientes (consulte Impactos sobre o fitoplâncton e a produção primária líquida). Como a circulação oceânica profunda AMOC é lenta (leva de centenas a milhares de anos para circular todo o oceano), sua resposta às mudanças climáticas também é lenta.:137

Fatores determinantes da intensificação da hipóxia e da acidificação dos oceanos em sistemas de plataforma de ressurgência. Os ventos em direção ao equador impulsionam a ressurgência de água com baixo teor de oxigênio dissolvido (OD), alto teor de nutrientes e alto teor de en (DIC) acima da zona de mínimo de oxigênio. Os gradientes entre plataformas na produtividade e nos tempos de residência da água do fundo determinam a força da diminuição (aumento) do OD (DIC) à medida que a água transita por uma plataforma continental produtiva

### Aumento da estratificação
As mudanças na estratificação do oceano [en] são significativas porque podem influenciar a produtividade e os níveis de oxigênio. A separação da água em camadas com base na densidade é conhecida como estratificação. A estratificação por camadas ocorre em todas as bacias oceânicas. As camadas estratificadas limitam a quantidade de mistura vertical de água que ocorre, reduzindo a troca de calor, carbono, oxigênio e partículas entre o oceano superior e o interior. Desde 1970, há um aumento na estratificação na parte superior do oceano devido ao aquecimento global e, em algumas áreas, a mudanças na salinidade. As alterações de salinidade são causadas pela evaporação em águas tropicais, o que resulta em níveis mais altos de salinidade e densidade. Enquanto isso, o derretimento do gelo pode causar uma diminuição da salinidade em latitudes mais altas.
A temperatura, a salinidade e a pressão influenciam a densidade da água. Como as águas superficiais geralmente são mais quentes do que as águas profundas, elas são menos densas, resultando em estratificação. Essa estratificação é crucial não apenas para a produção da Circulação de Capotamento Meridional do Atlântico, que tem ramificações meteorológicas e climáticas em todo o mundo, mas também é significativa porque a estratificação controla o movimento de nutrientes das águas profundas para a superfície. Isso aumenta a produtividade dos oceanos e está associado ao fluxo compensatório descendente de água que transporta oxigênio da atmosfera e das águas superficiais para o fundo do mar.

### Redução dos níveis de oxigênio
A mudança climática tem um impacto sobre o oxigênio do oceano, tanto nas áreas costeiras quanto no oceano aberto.
O oceano aberto tem naturalmente algumas áreas de baixo oxigênio, conhecidas como zonas de oxigênio mínimo. Estas áreas são isoladas do oxigênio atmosférico pela circulação lenta do oceano. Ao mesmo tempo, o oxigênio é consumido quando a matéria orgânica afundada das águas superficiais é decomposta. Essas áreas oceânicas com baixo teor de oxigênio estão se expandindo como resultado do aquecimento dos oceanos, que reduz a circulação da água e também o teor de oxigênio dessa água, enquanto a solubilidade do oxigênio diminui com o aumento da temperatura.

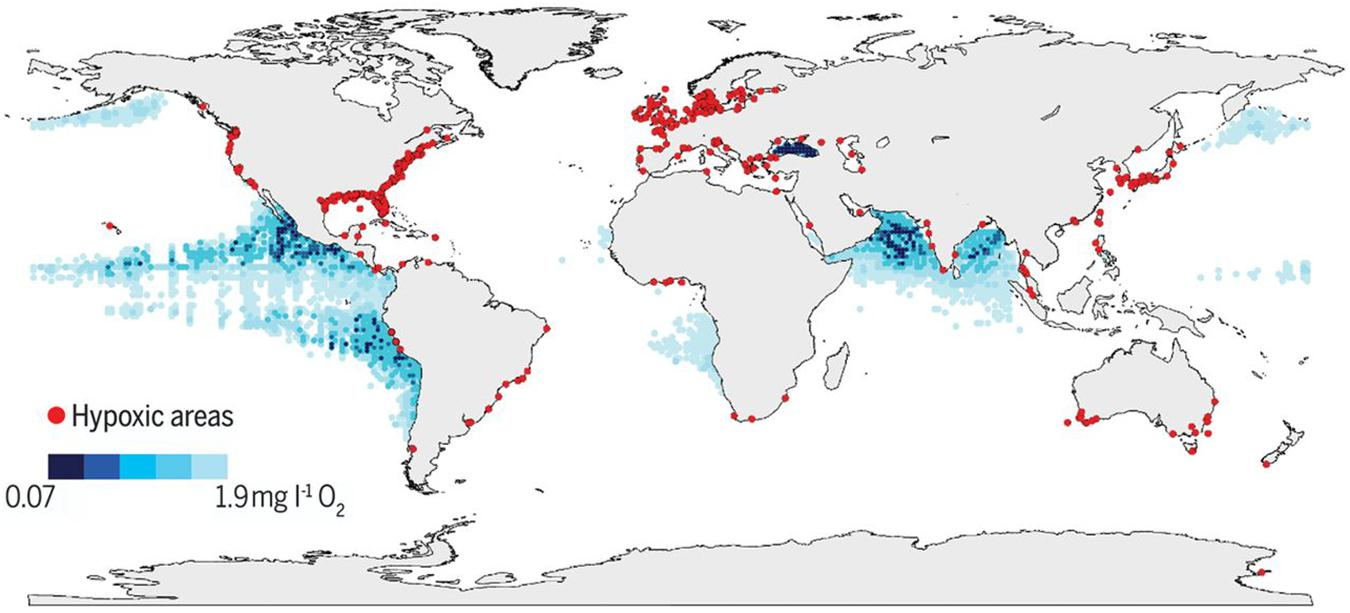
Mapa global dos níveis de oxigênio baixos e em declínio no oceano aberto e nas águas costeiras. O mapa indica locais costeiros onde os nutrientes antropogênicos resultaram em declínios de oxigênio para menos de 2 mg L-1 (pontos vermelhos), bem como zonas de mínimo de oxigênio no oceano a 300 metros (regiões sombreadas em azul)

Estima-se que as concentrações gerais de oxigênio no oceano tenham diminuído 2% em 50 anos a partir da década de 1960. A natureza da circulação oceânica significa que, em geral, essas regiões de baixo oxigênio são mais pronunciadas no Oceano Pacífico. O baixo nível de oxigênio representa um estresse para quase todos os animais marinhos. Níveis muito baixos de oxigênio criam regiões com fauna muito reduzida. Prevê-se que essas zonas de baixo oxigênio se expandirão no futuro devido às mudanças climáticas, o que representa uma séria ameaça à vida marinha nessas áreas.
A segunda área de preocupação está relacionada às águas costeiras, onde o aumento do suprimento de nutrientes dos rios para as áreas costeiras leva ao aumento da produção e ao afundamento da matéria orgânica, o que, em algumas regiões costeiras, leva à extrema privação de oxigênio, às vezes chamada de zonas mortas [en]. Estas zonas mortas estão se expandindo, impulsionadas principalmente pelo aumento dos aportes de nutrientes, mas também agravadas pelo aumento da estratificação do oceano impulsionado pelas mudanças climáticas.

### Oceanos se tornando verdes
A análise de imagens de satélite revela que os oceanos estão gradualmente deixando de ser azuis para se tornarem verdes à medida que o colapso climático continua. A mudança de cor foi detectada na maior parte das superfícies oceânicas do mundo e pode ser devida à alteração das populações de plâncton causada pela mudança climática.

### Mudanças no sistema climático da Terra e nos padrões de vento
A mudança climática e o aquecimento associado do oceano levarão a mudanças generalizadas no clima e no sistema meteorológico da Terra, incluindo o aumento das intensidades de ciclones tropicais e monções e eventos meteorológicos extremos, com algumas áreas se tornando mais úmidas e outras mais secas. Prevê-se que a mudança nos padrões de vento aumentará a altura das ondas em algumas áreas.:1310

#### Intensificação de ciclones tropicais
A mudança climática induzida pelo homem “continua a aquecer os oceanos, que fornecem a memória dos efeitos acumulados no passado”. O resultado é um maior conteúdo de calor nos oceanos e temperaturas mais altas na superfície do mar. Por sua vez, isso “fortalece os ciclones tropicais, tornando-os mais intensos, maiores, mais duradouros e aumentando consideravelmente suas chuvas de inundação”. Um exemplo é o furacão Harvey em 2017.
A mudança climática afeta os ciclones tropicais de várias maneiras: a intensificação da precipitação e da velocidade do vento, o aumento da frequência de tempestades muito intensas e a extensão em direção aos polos do local onde os ciclones atingem a intensidade máxima estão entre as consequências da mudança climática induzida pelo ser humano. Os ciclones tropicais usam ar quente e úmido como fonte de energia ou combustível. Como a mudança climática está aquecendo as temperaturas dos oceanos, há potencialmente mais deste combustível disponível.
Entre 1979 e 2017, houve um aumento global na proporção de ciclones tropicais de categoria 3 e superior na escala de Saffir-Simpson. A tendência foi mais clara no norte do Oceano Índico, no Atlântico Norte e no sul do Oceano Índico [en]. No norte do Oceano Índico, especialmente no Mar da Arábia, a frequência, a duração e a intensidade dos ciclones aumentaram significativamente. Houve um aumento de 52% no número de ciclones no Mar da Arábia, enquanto o número de ciclones muito severos aumentou em 150% entre 1982 e 2019. Enquanto isso, a duração total dos ciclones no Mar da Arábia aumentou em 80%, enquanto a dos ciclones muito intensos aumentou em 260%. No Pacífico Norte, os ciclones tropicais estão se movendo em direção ao polo, para águas mais frias, e não houve aumento na intensidade durante esse período. Com o aquecimento de 2 °C, espera-se que uma porcentagem maior (+13%) de ciclones tropicais atinja a força das categorias 4 e 5. Um estudo de 2019 indica que a mudança climática tem impulsionado a tendência observada de rápida intensificação dos ciclones tropicais na bacia do Atlântico. Os ciclones que se intensificam rapidamente são difíceis de prever e, portanto, representam um risco adicional para as comunidades costeiras.

### Mudanças na salinidade
Devido ao aquecimento global e ao aumento do derretimento das geleiras, os padrões de circulação termoalina podem ser alterados pelo aumento da quantidade de água doce liberada nos oceanos e, portanto, pela alteração de sua salinidade. A circulação termoalina é responsável por trazer água fria e rica em nutrientes das profundezas do oceano, um processo conhecido como afloramento.
A água do mar é composta de água doce e sal, e a concentração de sal na água do mar é chamada de salinidade. O sal não evapora, portanto, a precipitação e a evaporação da água doce influenciam fortemente a salinidade. As mudanças no ciclo da água são, portanto, muito visíveis nas medições de salinidade da superfície, o que é conhecido desde a década de 1930.
Os registros de observação de longo prazo mostram uma tendência clara: os padrões globais de salinidade estão se ampliando nesse período. Isso significa que as regiões de alta salinidade se tornaram mais salinas, e as regiões de baixa salinidade se tornaram menos salinas. As regiões de alta salinidade são dominadas pela evaporação, e o aumento da salinidade mostra que a evaporação está aumentando ainda mais. O mesmo se aplica às regiões de baixa salinidade que estão se tornando menos salinas, o que indica que a precipitação está se tornando mais intensa.

Diminuição da extensão (área) do gelo marinho no Ártico de 1979 a 2022

### Declínio e mudanças no gelo marinho
O declínio do gelo marinho ocorre mais no Ártico do que na Antártica, onde há mais mudanças nas condições do gelo marinho.
Nas últimas décadas, o gelo marinho na região do Ártico diminuiu em área e volume devido às mudanças climáticas. Ele está derretendo mais no verão do que se recongela no inverno. O aquecimento global, causado pelo forçamento de gases de efeito estufa, é responsável pelo declínio do gelo marinho no Ártico. O declínio do gelo marinho no Ártico vem se acelerando no início do século XXI, com uma taxa de declínio de 4,7% por década (declínio de mais de 50% desde os primeiros registros de satélite). No verão, o gelo marinho provavelmente deixará de existir em algum momento do século XXI.
A extensão do gelo marinho na Antártica varia muito a cada ano. Isso dificulta a determinação de uma tendência, e foram observados recordes de alta e baixa entre 2013 e 2023. A tendência geral desde 1979, o início das medições por satélite, tem se mantido praticamente estável. Entre 2015 e 2023, houve um declínio no gelo marinho, mas devido à alta variabilidade, isto não corresponde a uma tendência significativa. A tendência plana contrasta com o  gelo marinho do Ártico, que apresenta uma tendência de declínio.

## Impactos sobre processos biológicos

Exemplos de impactos e vulnerabilidades projetados para a en

### Produtividade oceânica
O processo de fotossíntese na superfície do oceano libera oxigênio e consome dióxido de carbono. Essa fotossíntese no oceano é dominada pelo fitoplâncton - algas microscópicas que flutuam livremente. Após o crescimento das plantas, a decomposição bacteriana da matéria orgânica formada pela fotossíntese no oceano consome oxigênio e libera dióxido de carbono. O afundamento e a decomposição bacteriana de parte da matéria orgânica em águas oceânicas profundas, em profundidades onde as águas estão fora de contato com a atmosfera, levam à redução das concentrações de oxigênio e ao aumento de dióxido de carbono, carbonato e bicarbonato. Essa ciclagem de dióxido de carbono nos oceanos é uma parte importante do ciclo global do carbono.
A fotossíntese em águas superficiais consome nutrientes (por exemplo, nitrogênio e fósforo) e transfere esses nutrientes para águas profundas à medida que a matéria orgânica produzida pela fotossíntese afunda após a morte dos organismos. Portanto, a produtividade nas águas superficiais depende em parte da transferência de nutrientes das águas profundas de volta à superfície por meio da mistura e das correntes oceânicas. O aumento da estratificação dos oceanos [en] devido à mudança climática, portanto, age geralmente para reduzir a produtividade dos oceanos. Entretanto, em algumas áreas, como as regiões anteriormente cobertas de gelo, a produtividade pode aumentar. Essa tendência já pode ser observada e deve continuar com as atuais mudanças climáticas projetadas. No Oceano Índico, por exemplo, estima-se que a produtividade tenha diminuído nos últimos sessenta anos devido ao aquecimento climático e a projeção é de que continue assim.
É muito provável que a produtividade oceânica em um cenário de emissões muito altas (RCP8.5 [en]) caia de 4 a 11% até 2100.:452 Este declínio apresentará variações regionais. Por exemplo, o NPP do oceano tropical sofrerá um declínio maior: de 7 a 16% para o mesmo cenário de emissões.:452 É provável que menos matéria orgânica afunde dos oceanos superiores para as camadas oceânicas mais profundas devido ao aumento da estratificação oceânica e à redução do suprimento de nutrientes.:452 A redução na produtividade dos oceanos se deve aos “efeitos combinados de aquecimento, estratificação, luz, nutrientes e predação”.:452

### Organismos calcificadores e acidificação dos oceanos
Todas as consequências ecológicas das mudanças na calcificação devido à acidificação dos oceanos são complexas, mas parece provável que muitas espécies calcificadoras serão afetadas negativamente pela acidificação dos oceanos.:413 O aumento da acidificação dos oceanos dificulta o acesso dos organismos criadores de conchas aos íons de carbonato, essenciais para a produção de suas conchas exoesqueléticas duras. Os organismos calcificadores oceânicos ocupam toda a cadeia alimentar de autótrofos a heterótrofos e incluem organismos como cocolitóforos, corais, foraminíferos, equinodermos, crustáceos e moluscos.
Em geral, todos os ecossistemas marinhos da Terra serão expostos a mudanças na acidificação e a várias outras mudanças biogeoquímicas do oceano. A acidificação dos oceanos pode forçar alguns organismos a realocar recursos de pontos finais produtivos para manter a calcificação. Por exemplo, sabe-se que a ostra Magallana gigas passa por mudanças metabólicas juntamente com taxas de calcificação alteradas devido a ajustes energéticos resultantes de desequilíbrios de pH.

### Proliferação de algas nocivas
Embora os fatores que provocam proliferações de algas nocivas (HABs) sejam pouco conhecidos, elas parecem ter aumentado em alcance e frequência nas áreas costeiras desde a década de 1980.:16 Este é o resultado de fatores induzidos pelo homem, como o aumento do aporte de nutrientes (poluição por nutrientes) e a mudança climática (em especial o aquecimento da temperatura da água).:16 Os parâmetros que afetam a formação de PANs são o aquecimento do oceano, as ondas de calor marinhas, a perda de oxigênio, a eutrofização e a poluição da água.:582 Esses aumentos de PANs são preocupantes devido ao impacto de sua ocorrência sobre a segurança alimentar, o turismo e a economia locais.:16
No entanto, também é possível que o aumento percebido nas PANs globalmente se deva simplesmente aos impactos mais graves das proliferações e ao melhor monitoramento, e não às mudanças climáticas.:463

## Impactos sobre recifes de coral e pesqueiras

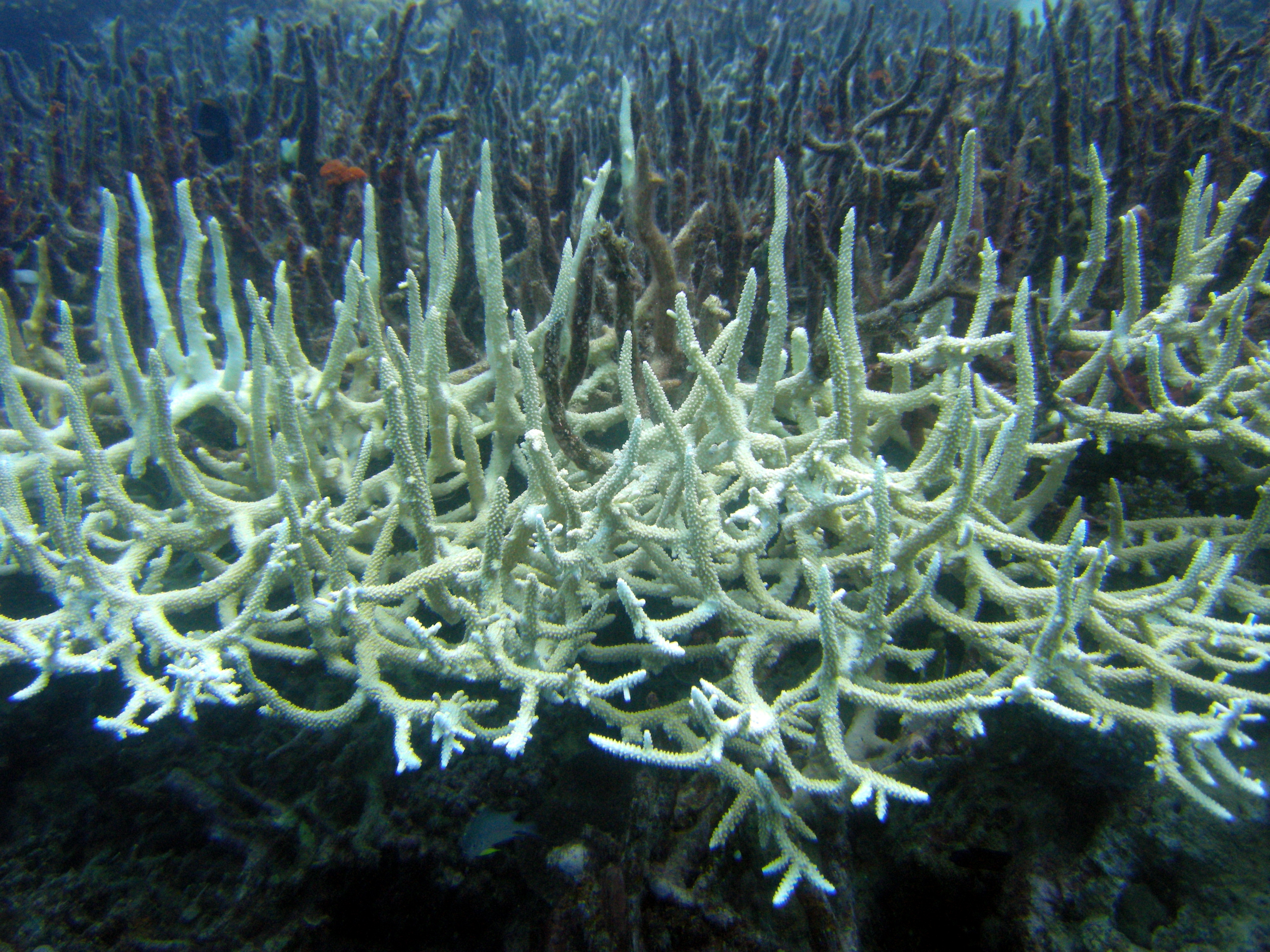
en branqueado na Grande Barreira de Coral

### Recifes de coral
Embora algumas espécies marinhas móveis possam migrar em resposta à mudança climática, outras, como os corais, enfrentam maiores dificuldades. Um recife de coral é um ecossistema subaquático caracterizado por corais construtores de recifes. Os recifes são formados por colônias de pólipos de coral unidos por carbonato de cálcio. Os recifes de coral são importantes centros de biodiversidade e vitais para milhões de pessoas que dependem deles para proteção costeira, alimentação e para sustentar o turismo em muitas regiões.
Os corais de águas quentes estão em evidente declínio, com perdas de 50% nos últimos 30 a 50 anos devido a várias ameaças do aquecimento dos oceanos, acidificação dos oceanos, poluição e danos físicos causados por atividades como a pesca. É esperado que essas pressões se intensifiquem.
O aquecimento das águas superficiais do oceano pode levar ao branqueamento dos corais, o que pode causar danos graves ou até mesmo a morte dos corais. O sexto relatório de avaliação do IPCC em 2022 constatou que: “Desde o início da década de 1980, a frequência e a gravidade dos eventos de branqueamento em massa de corais aumentaram acentuadamente em todo o mundo”.:416 As ondas de calor marinhas causaram a mortalidade em massa dos recifes de coral.:381 Com o aumento das temperaturas globais em mais de 1,5 °C, espera-se que muitos recifes de coral sofram mudanças e perdas irreversíveis devido às ondas de calor marinhas.:382
O branqueamento dos corais ocorre quando o estresse térmico causado pelo aquecimento do oceano resulta na expulsão das algas simbióticas que residem nos tecidos dos corais. Essas algas simbióticas são responsáveis pelas cores brilhantes e vibrantes dos recifes de coral. Um aumento contínuo de 1-2°C nas temperaturas da água do mar é suficiente para ocorrer o branqueamento, que torna os corais brancos. Se um coral sofrer branqueamento por um período prolongado, pode ocorrer a sua morte. Na Grande Barreira de Coral, antes de 1998, não houve nenhum evento deste tipo. O primeiro ocorreu em 1998 e, depois disso, eles começaram a ocorrer com mais frequência. Entre 2016 e 2020, houve três deles.
Além do branqueamento dos corais, a redução do valor do pH nos oceanos também é um problema para os recifes de coral porque a acidificação dos oceanos reduz a biodiversidade das algas coralinas. A fisiologia da calcificação das algas coralinas determina como as algas responderão à acidificação dos oceanos.
O fluido nos compartimentos internos (o celêntero) onde os corais desenvolvem seu exoesqueleto também é extremamente importante para o crescimento da calcificação. Quando o estado de saturação da aragonita na água do mar externa estiver em níveis ambientais, os corais desenvolverão seus cristais de aragonita rapidamente em seus compartimentos internos e, portanto, seu exoesqueleto crescerá rapidamente. Se a saturação de aragonita na água do mar externa for menor do que o nível ambiente, os corais terão de se esforçar mais para manter o equilíbrio correto no compartimento interno. Quando isto ocorre, o processo de crescimento dos cristais fica mais lento, o que diminui a taxa de crescimento do exoesqueleto. Dependendo do estado de saturação de aragonita na água circundante, os corais podem interromper o crescimento porque o bombeamento de aragonita para o compartimento interno não será energeticamente favorável. Sob a atual trajetória de emissões de carbono, cerca de 70% dos corais de água fria do Atlântico Norte estarão vivendo em águas corrosivas até 2050-60.

### Efeitos sobre pesqueiras
A pescaria é afetada pelas mudanças climáticas de várias maneiras: os ecossistemas aquáticos marinhos estão sendo afetados pelo aumento da temperatura dos oceanos, pela sua acidificação e desoxigenação, enquanto os  ecossistemas de água doce estão sendo afetados por mudanças na temperatura e no fluxo da água e pela perda de habitat dos peixes. Esses efeitos variam conforme o contexto de cada pesqueira. A mudança climática está modificando as distribuições de peixes e a produtividade das espécies tanto marinhas quanto de água doce. É esperado que as mudanças climáticas levem a alterações significativas na disponibilidade e no comércio de produtos pesqueiros [en]. As consequências geopolíticas e econômicas serão significativas, especialmente para os países mais dependentes do setor. As maiores reduções no potencial máximo de captura podem ser esperadas nos trópicos, principalmente nas regiões do Pacífico Sul.:iv
Os impactos das mudanças climáticas nos sistemas oceânicos afetam a sustentabilidade da pesca e da aquicultura, os meios de subsistência das comunidades que dependem da pesca e a capacidade dos oceanos de capturar e armazenar carbono (bomba biológica). O efeito do aumento do nível do mar significa que as comunidades pesqueiras costeiras são significativamente afetadas pelas mudanças climáticas, enquanto a mudança nos padrões de chuva e o impacto do uso da água afetam a pesca e a aquicultura de água doce no interior. O aumento dos riscos de enchentes, doenças, parasitas e proliferação de algas nocivas são impactos da mudança climática sobre a aquicultura que podem levar a perdas de produção e infraestrutura.
A projeção é de que “a mudança climática diminua a biomassa da comunidade global de peixes modelada em até 30% até 2100”.

## Impactos sobre mamíferos marinhos

### Regiões e habitats especialmente afetados
Alguns efeitos sobre os mamíferos marinhos, especialmente os do Ártico, são bastante diretos, como a perda de habitat, o estresse da temperatura e a exposição a condições meteorológicas severas. Outros efeitos são mais indiretos, como mudanças nas associações de patógenos hospedeiros, mudanças na condição corporal devido à interação predador-presa, mudanças na exposição a toxinas e emissões de CO2 e aumento das interações com humanos. Apesar dos grandes impactos potenciais do aquecimento dos oceanos sobre os mamíferos marinhos, a vulnerabilidade global dos mamíferos marinhos ao aquecimento global ainda é pouco conhecida.
Os mamíferos marinhos evoluíram para viver nos oceanos, mas as mudanças climáticas estão afetando seu habitat natural. Algumas espécies podem não se adaptar com a rapidez necessária, o que pode levar à sua extinção.
Em geral, supunha-se que os mamíferos marinhos do Ártico eram os mais vulneráveis às mudanças climáticas, devido ao substancial declínio observado e projetado do  gelo marinho do Ártico. No entanto, pesquisas demonstraram que o Oceano Pacífico Norte, o Mar da Groenlândia e o Mar de Barents abrigam as espécies mais vulneráveis ao aquecimento global. O Pacífico Norte já foi identificado como um ponto focal de ameaças humanas aos mamíferos marinhos e agora também é um ponto focal de vulnerabilidade ao aquecimento global. Os mamíferos marinhos dessa região enfrentarão um duplo risco, tanto das atividades humanas (por exemplo, tráfego marítimo, poluição e desenvolvimento de petróleo e gás no mar) quanto do aquecimento global, com possíveis efeitos aditivos ou sinérgicos entre si. Como resultado, estes ambientes enfrentam consequências irreversíveis para o funcionamento do ecossistema marinho.
Os organismos marinhos tendem geralmente a encontrar temperaturas relativamente estáveis em comparação com as espécies terrestres e, portanto, provavelmente são mais sensíveis às mudanças de temperatura do que os organismos terrestres. Portanto, o aquecimento do oceano levará à migração de mais espécies, já que as espécies ameaçadas de extinção buscarão um habitat mais adequado. Se as temperaturas do mar continuarem a subir, algumas espécies da fauna poderão se deslocar para águas mais frias, e algumas espécies de fronteira poderão desaparecer das águas regionais ou ter seu alcance global reduzido. A mudança na abundância de algumas espécies alterará os recursos alimentares disponíveis para os mamíferos marinhos, o que resultará em mudanças biogeográficas desses animais. Além disso, se uma espécie não conseguir migrar com sucesso para um ambiente adequado, ela correrá o risco de extinção se não conseguir se adaptar ao aumento da temperatura do oceano.
O  declínio do gelo marinho no Ártico leva à perda do habitat do gelo marinho, à elevação da temperatura da água e do ar e ao aumento da ocorrência de condições meteorológicas severas. A perda do habitat do gelo marinho reduzirá a abundância de presas de focas para os mamíferos marinhos, especialmente os ursos polares. As mudanças no gelo marinho também podem ter efeitos indiretos sobre a saúde animal devido a mudanças na transmissão de patógenos, impactos sobre a condição corporal dos animais devido a mudanças na rede alimentar baseada em presas e maior exposição a tóxicos como resultado do aumento da ocupação humana no habitat do Ártico.
O aumento do nível do mar também é importante ao avaliar os impactos do aquecimento global sobre os mamíferos marinhos, pois afeta os ambientes costeiros dos quais as espécies de mamíferos marinhos dependem.

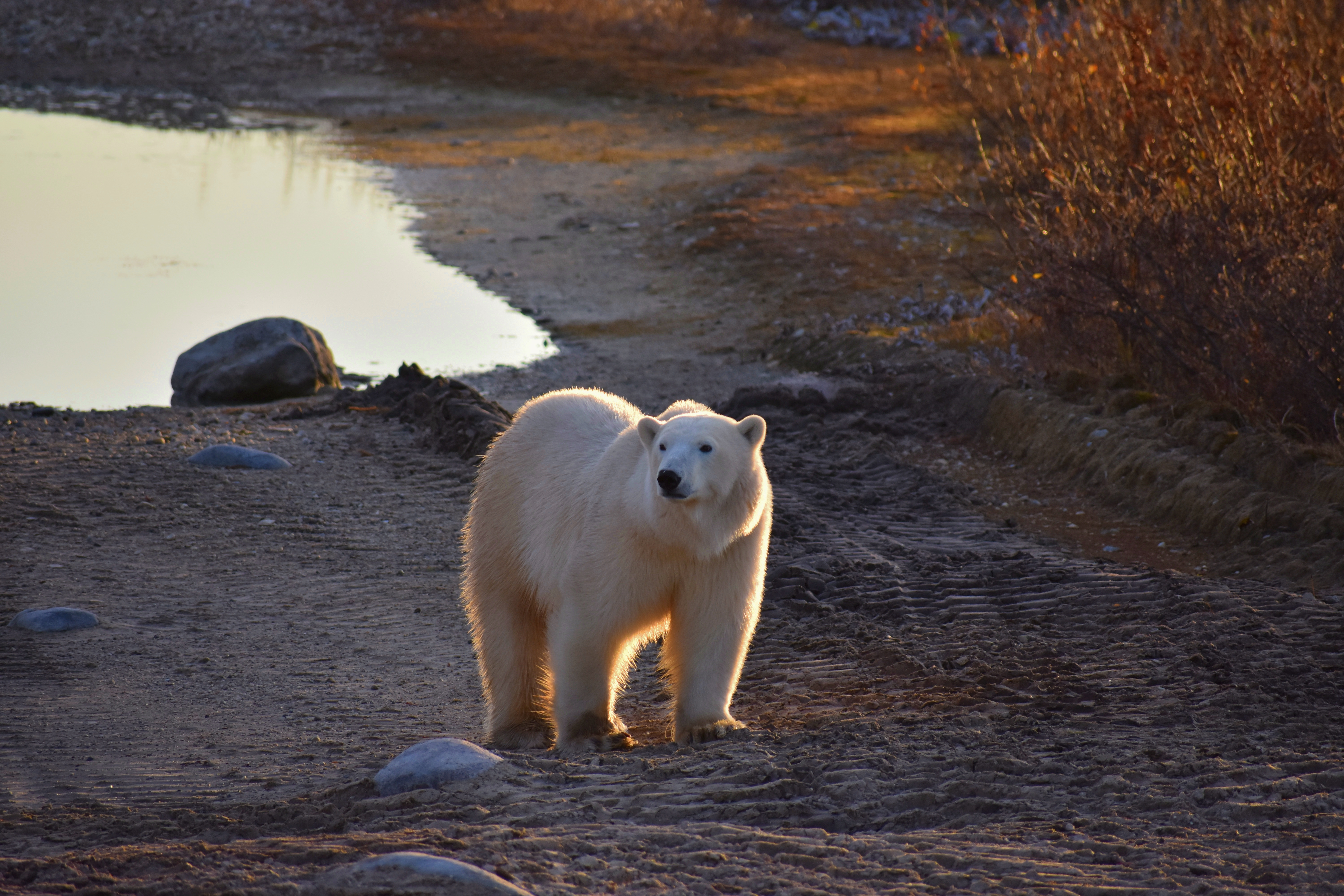
Um urso polar no outono esperando a formação do gelo marinho

### Ursos polares
O principal perigo para os ursos polares causado pelos efeitos da mudança climática é a desnutrição ou a fome devido à perda de habitat. Os ursos polares caçam focas em uma plataforma de gelo marinho. O aumento das temperaturas faz com que o gelo marinho derreta no início do ano, levando os ursos para a costa antes que tenham acumulado reservas de gordura suficientes para sobreviver ao período de escassez de alimentos no final do verão e início do outono. A redução da cobertura de gelo marinho também força os ursos a nadar distâncias maiores, o que esgota ainda mais suas reservas de energia e, ocasionalmente, leva ao afogamento. O gelo marinho mais fino tende a se deformar mais facilmente, o que parece dificultar o acesso dos ursos polares às focas. A alimentação insuficiente leva a taxas reprodutivas mais baixas nas fêmeas adultas e a taxas de sobrevivência mais baixas nos filhotes e nos ursos jovens, além de pior condição física em ursos de todas as idades.

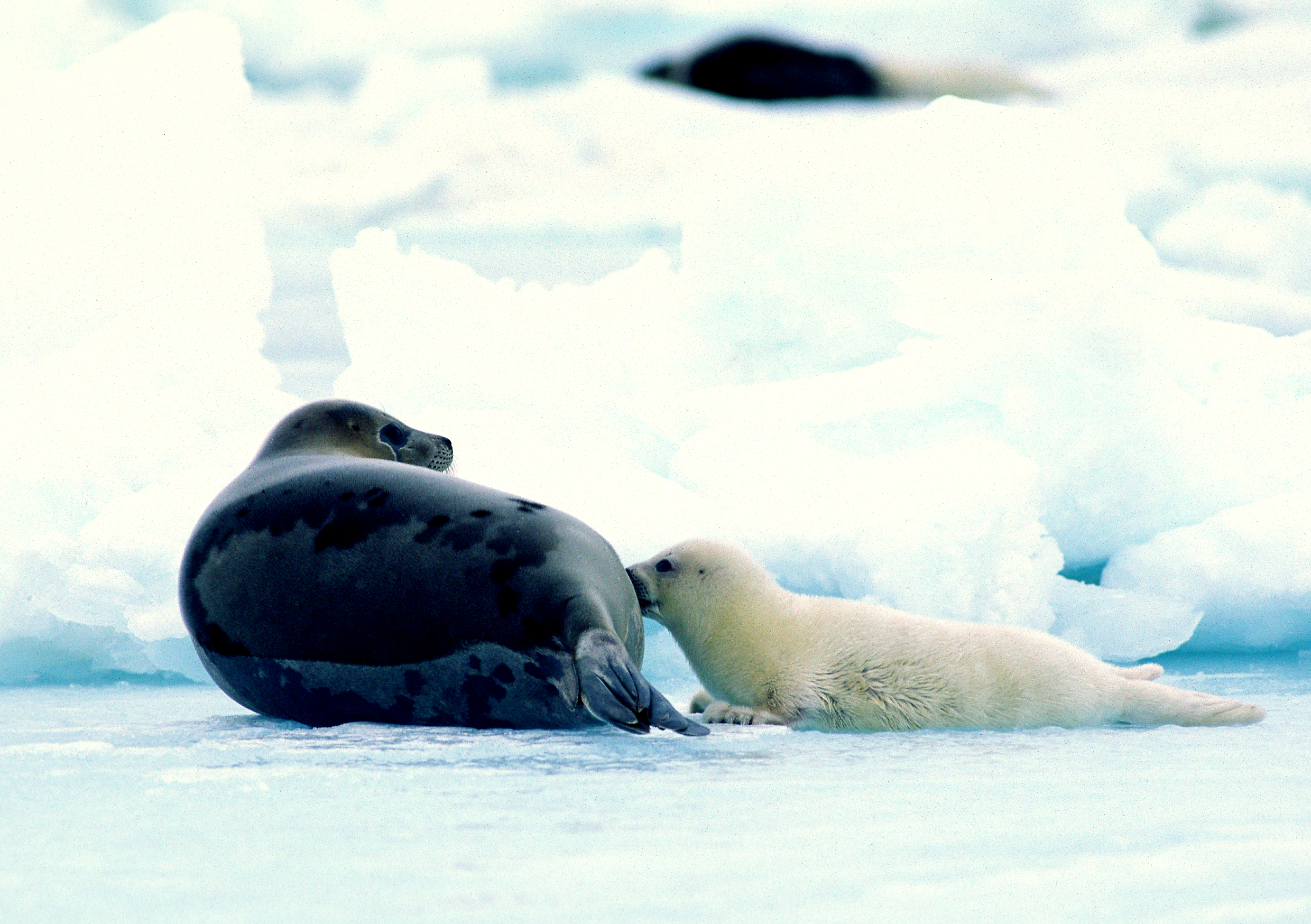
Mãe foca da Groenlândia amamentando filhote no gelo marinho

### Focas
As focas são outro mamífero marinho suscetível às mudanças climáticas. Assim como os ursos polares, algumas espécies de focas evoluíram para depender do gelo marinho. Elas usam as plataformas de gelo para procriar e criar filhotes de foca. Em 2010 e 2011, o gelo marinho no Atlântico Noroeste estava em uma baixa histórica ou próximo a ela, e as focas da Groenlândia e as focas aneladas que se reproduziam em gelo fino registraram aumento nas taxas de mortalidade. Os lobos-marinhos da Antártica na Geórgia do Sul, no Oceano Atlântico Sul, sofreram reduções extremas em um estudo de 20 anos, durante o qual os cientistas mediram o aumento das anomalias da temperatura da superfície do mar.

### Golfinhos
A mudança climática teve um impacto significativo em várias espécies de golfinhos. Por exemplo: No Mediterrâneo, o aumento da temperatura da superfície do mar, da salinidade, da intensidade da ressurgência e dos níveis do mar levou a uma redução dos recursos de presas, causando um declínio acentuado na subpopulação de golfinhos comuns de bico curto no Mediterrâneo, que foi classificada como ameaçada de extinção em 2003. Na Área de Patrimônio Mundial de Shark Bay, na Austrália Ocidental, a população local do golfinho-nariz-de-garrafa do Indo-Pacífico teve um declínio significativo após uma onda de calor marinha em 2011. Os golfinhos de rio são altamente afetados pela mudança climática, pois ocorrem altas taxas de evaporação, aumento da temperatura da água, diminuição da precipitação e aumento da acidificação.
Os golfinhos são mamíferos marinhos com ampla extensão geográfica, o que os torna suscetíveis às mudanças climáticas de várias maneiras. O efeito mais comum da mudança climática sobre os golfinhos é o aumento da temperatura da água em todo o mundo. Isso fez com que uma grande variedade de espécies de golfinhos passasse por mudanças de alcance, nas quais as espécies se deslocam de sua região geográfica típica para águas mais frias. Outro efeito colateral do aumento da temperatura da água é o aumento da proliferação de algas nocivas, que causou a morte em massa de golfinhos-nariz-de-garrafa.

### Baleias-francas do Atlântico Norte
A mudança climática antropogênica representa uma ameaça clara e crescente para as baleias-francas. Os efeitos documentados na literatura científica incluem impactos na reprodução, no alcance, no acesso às presas, nas interações com atividades humanas [en] e nas condições de saúde individuais.
As transformações provocadas pelo clima na circulação oceânica e nas temperaturas da água afetaram os padrões de forrageamento e uso do habitat da espécie, com inúmeras consequências prejudiciais. O aquecimento das águas leva à diminuição da abundância de uma importante espécie de presa, o zooplâncton Calanus finmarchicus [en]. Essa redução na disponibilidade de presas afeta a saúde da população de baleias-francas de várias maneiras. Os impactos mais diretos são sobre a sobrevivência e o sucesso reprodutivo de cada baleia, já que densidades mais baixas de C. finmarchicus foram associadas a problemas de saúde relacionados à desnutrição e a dificuldades para dar à luz e criar filhotes com sucesso.

## Possíveis efeitos defeedback

### Liberação de metano do clatrato de metano
O aumento da temperatura dos oceanos também tem o potencial de afetar os reservatórios de clatrato de metano, localizados sob os sedimentos do fundo do oceano. Esses reservatórios retêm abundância de metano, gás de efeito estufa, que o aquecimento do oceano tem o potencial de liberar. No entanto, atualmente considera-se improvável que os clatratos de gás (principalmente metano) em clatratos submarinos levem a um “desvio detectável da trajetória de emissões durante este século”.:107
Em 2004, estimou-se que o inventário global de clatratos de metano oceânico ocupava entre um e cinco milhões de quilômetros cúbicos.